# Gastrochilus japonicus
Gastrochilus japonicus är en orkidéart som först beskrevs av Tomitaro Makino, och fick sitt nu gällande namn av Rudolf Schlechter. Gastrochilus japonicus ingår i släktet Gastrochilus och familjen orkidéer. Inga underarter finns listade i Catalogue of Life.

## Bildgalleri

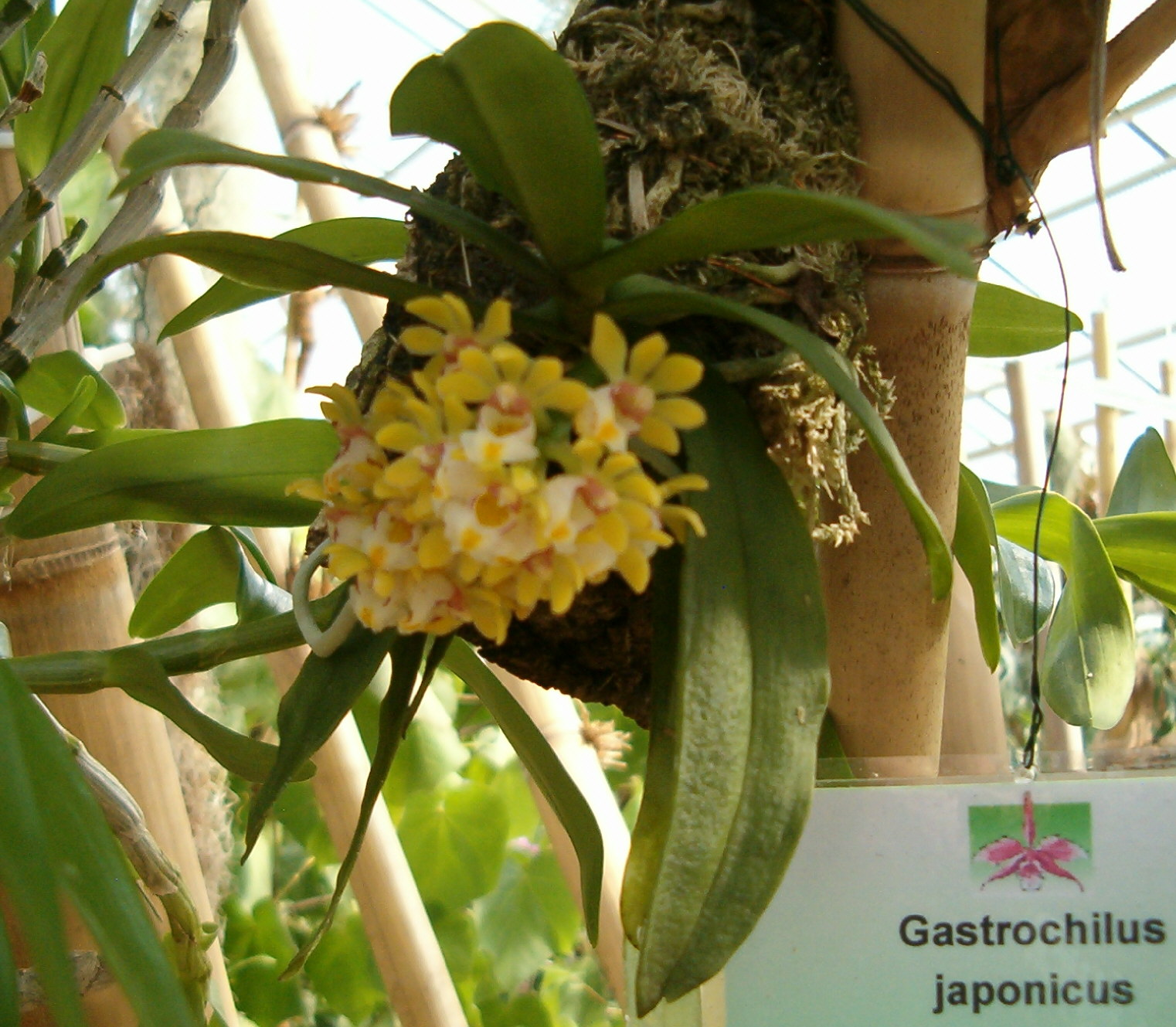
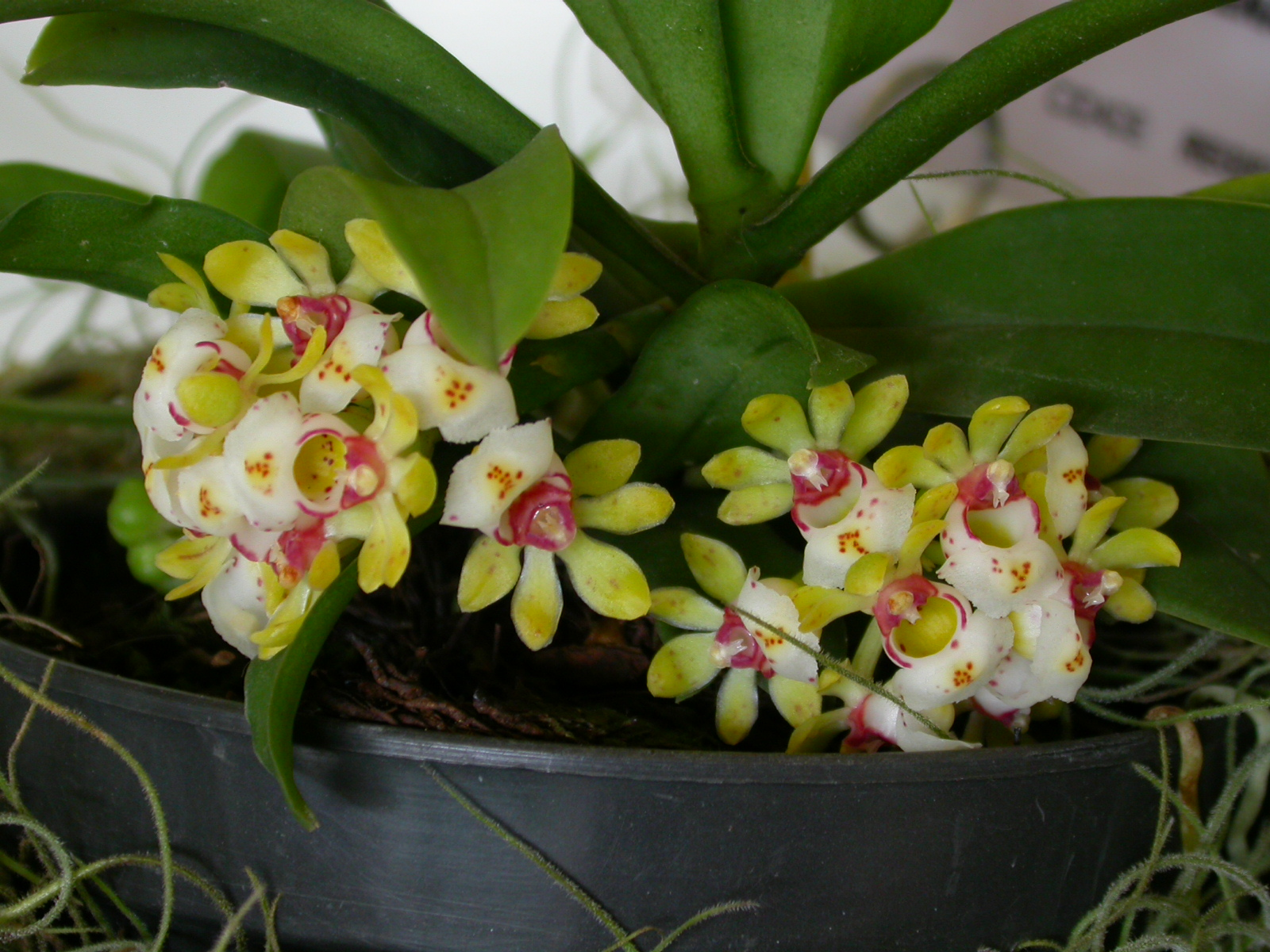
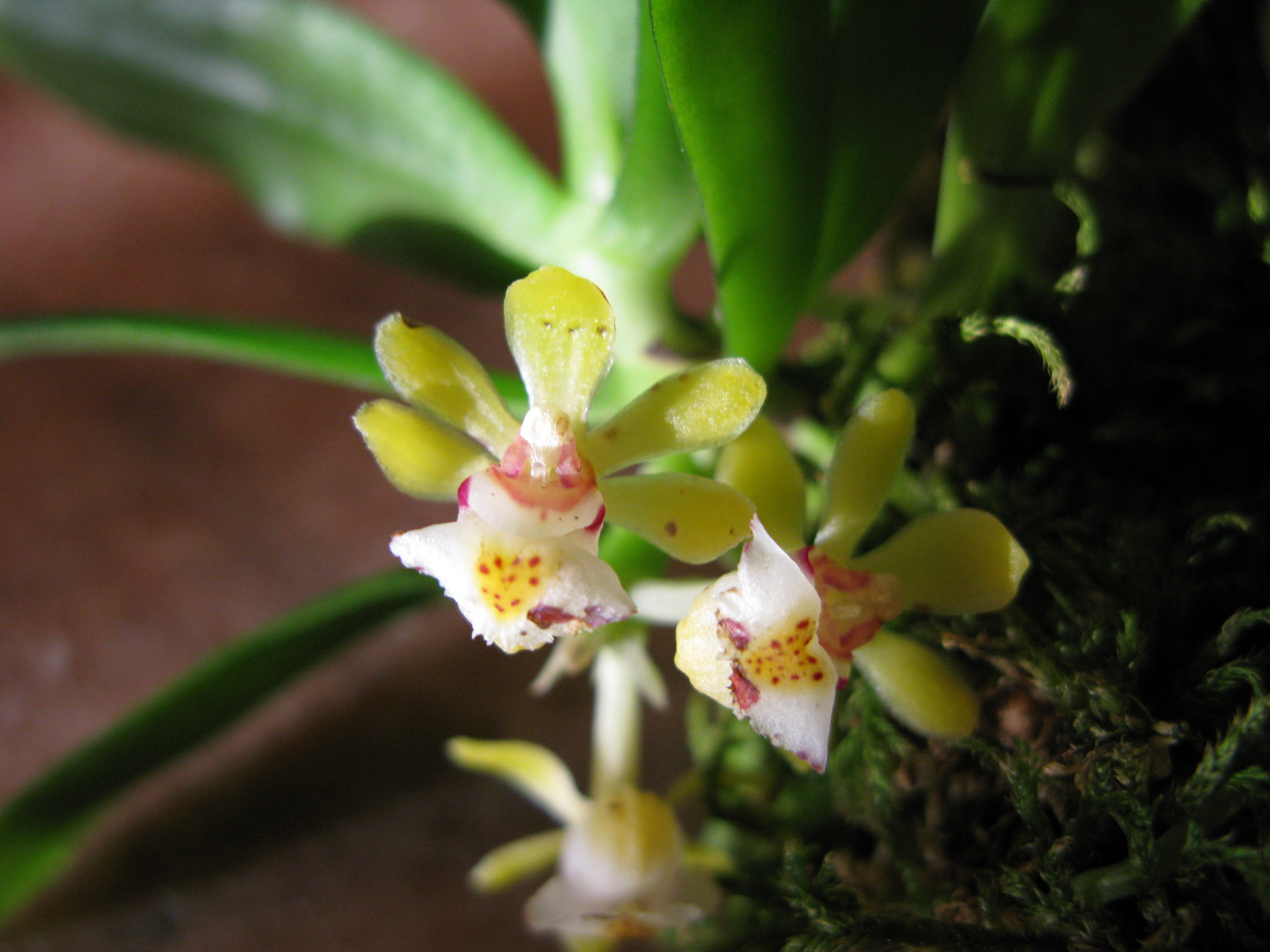
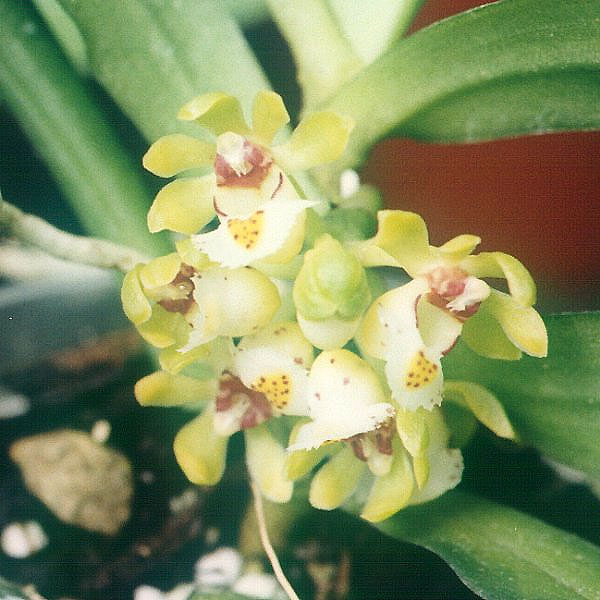